# Hebrejské číslice
Systém hebrejských číslic je kvazidesítková abecední číselná soustava používající písmena hebrejské abecedy. Vznikl úpravou systému řeckých číslic na konci 2. století před naším letopočtem.
Současná číselná soustava se také označuje jako hebrejské abecední číslice, aby se odlišila od dřívějších systémů psaní číslic používaných v klasické antice. Tyto systémy se vyvinuly z užívání aramejských a fénických písem doložených kolem roku 800 př. n. l. z tzv. samařských ostraka a někdy známé jako hebrejsko-aramejské číslice, které odvozují svůj původ od egyptských hieratických číslic.
Řecký systém byl přijat v helénistické judaismu a používal se v Řecku od asi 5. století před naším letopočtem.
V tomto systému není žádný znak pro nulu a numerické hodnoty pro jednotlivá písmena se sčítají. Každé jednotce (1, 2, …, 9) je přiřazen samostatný znak, každé desítce (10, 20, …, 90) samostatný znak a čtyřem prvním stovkám (100, 200, 300, 400) také samostatný znak. Vyšší stovky (500, 600, 700, 800 a 900) jsou reprezentovány součtem dvou nebo tří znaků, které představují první čtyři stovky. Pro vyjádření číslic od 1000 do 999 999 se používají opakovaně stejná písmena jako tisíce, desetitisíce a statisíce. Ve značné míře používá tyto transformace gematrie (židovská numerologie).
V dnešním Izraeli se skoro ve všech případech (peníze, věk, datum v občanském kalendáři) používá desetinný systém arabských číslic (0, 1, 2, 3, atd.). Hebrejské číslice se používají pouze ve speciálních případech, například při používání hebrejského kalendáře nebo v číslovaném seznamu (obdoba a, b, c, d, atd.), podobně jako se římské číslice používají na Západě.

## Číslice
Hebrejština má názvy pro čísla od nuly do jednoho milionu. Hebrejská abeceda se už jen omezeně používá pro vyjádření číslic, je rozšířená na kalendářích. V jiných případech se používají arabské číslice. Základní a řadové číslovky se musí rodem shodovat s podstatným jménem, které popisují. Není-li takové podstatné jméno (například telefonní číslo), používá se ženský rod. Pro řadové číslice větší než deset se používají základní číslovky a čísla nad hodnotu 20 nemají žádný rod.

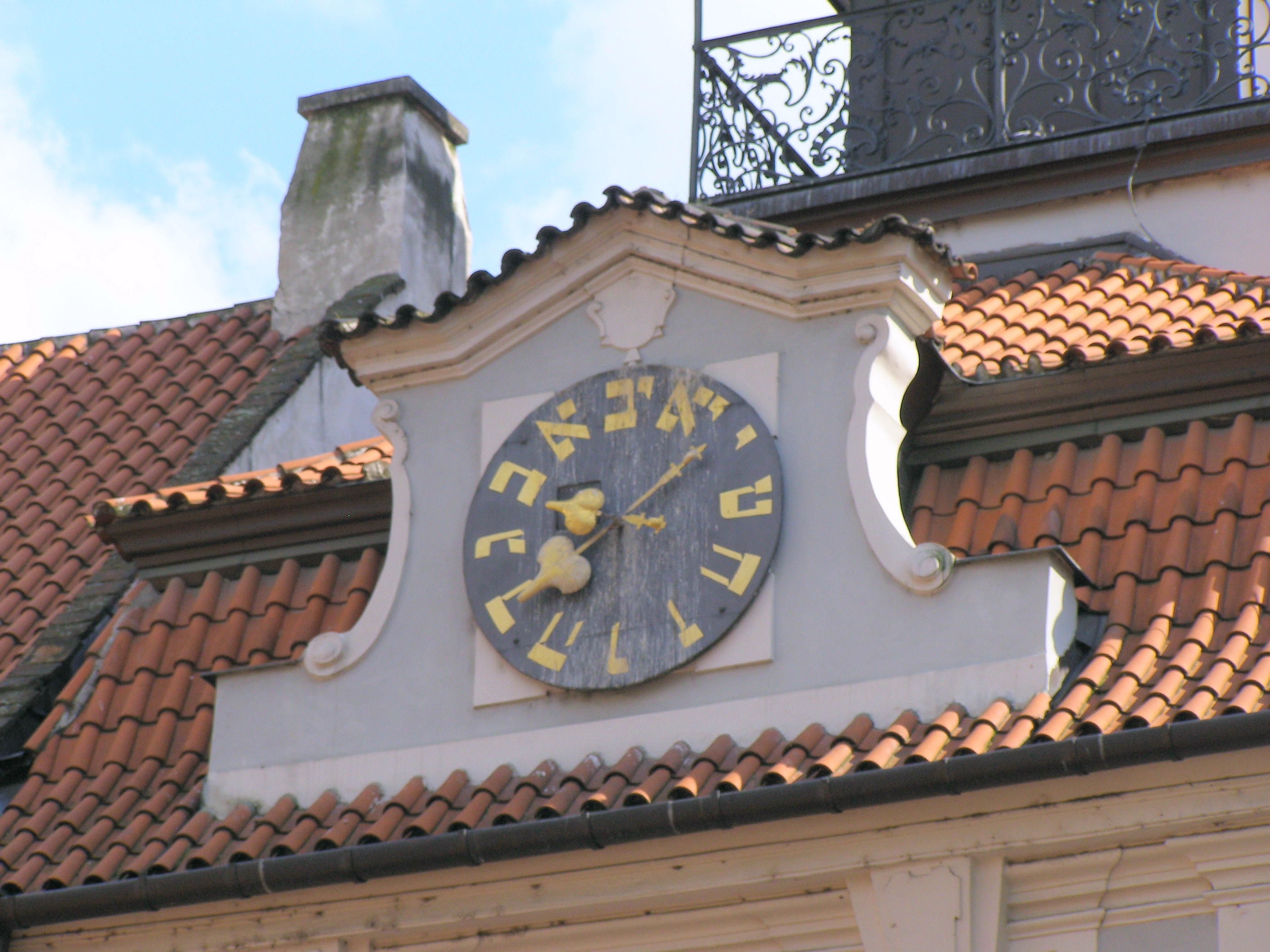
Spodní hodiny na židovské radnici v Praze s hebrejskými číslicemi proti směru hodinových ručiček.

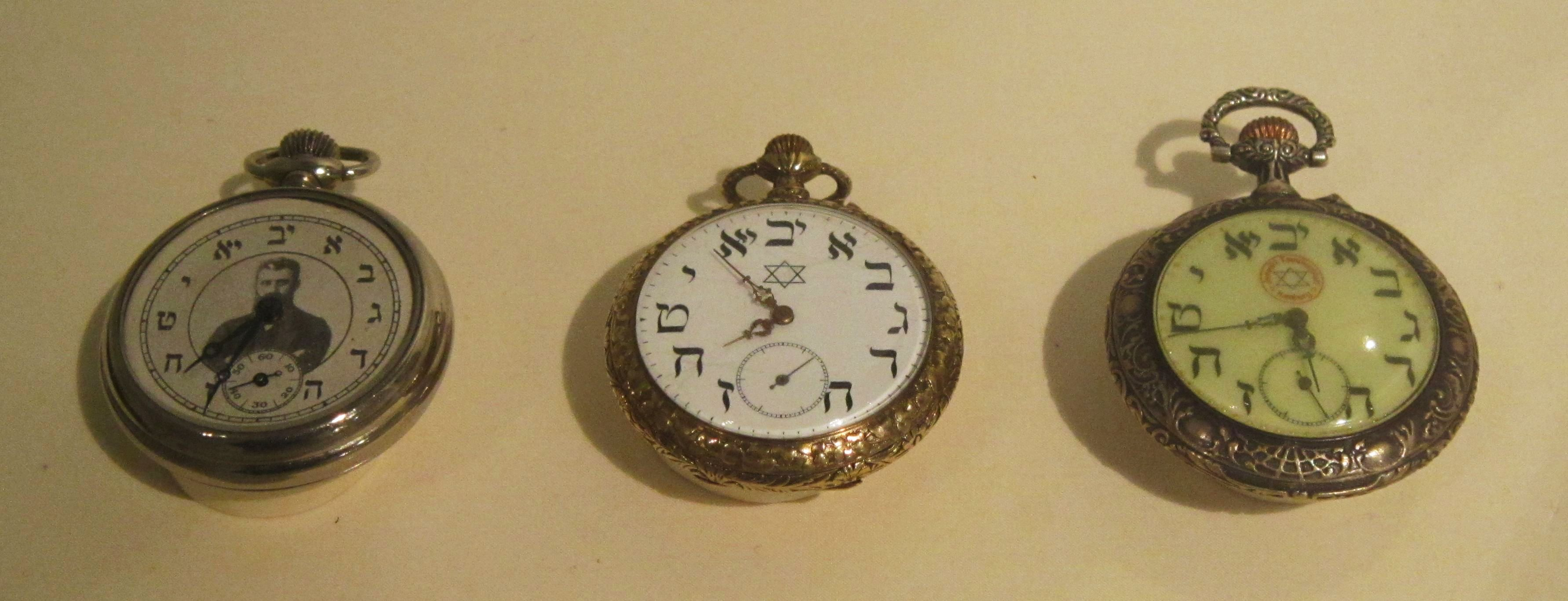
Kapesní hodinky ze začátku 20. století s hebrejskými číslicemi, pořadí je po směru hodinových ručiček (Židovské muzeum, Berlín).

### Řadové číslice
| řadové česky | řadové (Hebrejština) | řadové (Hebrejština) |
| řadové česky | mužské               | ženské               |
| ------------ | -------------------- | -------------------- |
| první        | (rišon) רִאשׁוֹן        | (rišona) רִאשׁוֹנָה      |
| druhý        | (šeni) שֵׁנִי           | (šenia) שְׁנִיָה         |
| třetí        | (šliši) שְׁלִישִׁי        | (šlišit) שְׁלִישִׁית      |
| čtvrtý       | (rvi'i) רְבִיעִי        | (rvi'it) רְבִיעִית      |
| pátý         | (chamiši) חֲמִישִׁי      | (chamišit) חֲמִישִׁית    |
| šestý        | (šiši) שִׁשִּׁי           | (šišit) שִׁשִּׁית         |
| sedmý        | (švi'i) שְׁבִיעִי        | (švi'it) שְׁבִיעִית      |
| osmý         | (šmini) שְׁמִינִי        | (šminit) שְׁמִינִית      |
| devátý       | (tši'i) תְּשִׁיעִי        | (tši'it) תְּשִׁיעִית      |
| desátý       | ('asiri) עֲשִׂירִי       | ('asirit) עֲשִׂירִית     |

Poznámka: Pro řadová čísla větší než 10 se místo toho používají číslovky základní.

### Základní číslice
| arabské číslice | hebrejské číslice | základní číslice (např. jeden, dva, tři) | základní číslice (např. jeden, dva, tři) |
| arabské číslice | hebrejské číslice | mužské                                   | ženské                                   |
| --------------- | ----------------- | ---------------------------------------- | ---------------------------------------- |
| 0               |                   | (efes) אֶפֶס                               | (efes) אֶפֶס                               |
| 1               | א                 | (echad) אֶחַד                              | (achat) אַחַת                              |
| 2               | ב                 | (šnajim) שְׁנַיִם                            | (štajim) שְׁתַּיִם                            |
| 3               | ג                 | (šloša) שְׁלוֹשָׁה                            | (šaloš) שָׁלוֹשׁ                             |
| 4               | ד                 | (arba'a) אַרְבָּעָה                           | (arba') אַרְבַּע                             |
| 5               | ה                 | (chamiša) חֲמִשָׁה                           | (chameš) חָמֵשׁ                             |
| 6               | ו                 | (šiša) שִׁשָּׁה                               | (šeš) שֵׁשׁ                                 |
| 7               | ז                 | (šiv'a) שִׁבְעַה                             | (ševa') שֶׁבַע                              |
| 8               | ח                 | (šmona) שְׁמוֹנָה                            | (šmone) שְׁמוֹנֶה                            |
| 9               | ט                 | (tiš'a) תִּשְׁעָה                             | (teša') תֵּשַׁע                              |
| 10              | י                 | ( 'asara) עֲשָׂרָה                           | ('eser) עֶשֶׂר                              |
| 11              | יא                | (achad 'asar) אֲחַד-עָשָׂר                    | (achat 'esre) אֲחַת-עֶשְׂרֵה                   |
| 12              | יב                | (šnem 'asar) שְׁנֵים-עָשָׂר                    | (štem 'esre) שְׁתֵּים-עֶשְׂרֵה                   |
| 13              | יג                | (šloša 'asar) שְׁלוֹשָה-עָשָׂר                  | (šloš 'esre) שְׁלוֹשׁ-עֶשְׂרֵה                   |
| 14              | יד                | (arba'a 'asar) אַרְבָּעָה-עָשָׂר                 | (arba 'esre) אַרְבַּע-עֶשְׂרֵה                   |
| 15              | ט״ו               | (chamiša-'asar) חֲמִישָׁה-עָשָׂר                | (chameš 'esre) חֲמֵשׁ-עֶשְׂרֵה                  |
| 16              | ט״ז               | (šiša 'asar) שִׁישָה-עָשָׂר                    | (šeš 'esre) שֵׁש-עֶשְׂרֵה                      |
| 17              | יז                | (šiv'a 'asar) שִׁבְעָה-עָשָׂר                   | (šva 'esre) שְׁבַע-עֶשְׂרֵה                     |
| 18              | יח                | (šmona 'asar) שְׁמוֹנָה-עָשָׂר                  | (šmone 'esre) שְמוֹנֶה-עֶשְׂרֵה                 |
| 19              | יט                | (tiš'a 'asar) תִּשְׁעָה-עָשָׂר                   | (tša 'esre) תְּשַׁע-עֶשְׂרֵה                     |
| 20              | כ                 | ( 'esrim) עֶשְׂרִים                          | ( 'esrim) עֶשְׂרִים                          |
| 30              | ל                 | (šlošim) שְׁלוֹשִׁים                          | (šlošim) שְׁלוֹשִׁים                          |
| 40              | מ                 | (arba'im) אַרְבָּעִים                         | (arba'im) אַרְבָּעִים                         |
| 50              | נ                 | (chamišim) חֲמִשִּׁים                         | (chamišim) חֲמִשִּׁים                         |
| 60              | ס                 | (šišim) שִׁשִּׁים                             | (šišim) שִׁשִּׁים                             |
| 70              | ע                 | (šiv'im) שִׁבְעִים                           | (šiv'im) שִׁבְעִים                           |
| 80              | פ                 | (šmonim) שְׁמוֹנִים                          | (šmonim) שְׁמוֹנִים                          |
| 90              | צ                 | (tiš'im) תִּשְׁעִים                           | (tiš'im) תִּשְׁעִים                           |
| 100             | ק                 | (mea) מֵאָה                                | (mea) מֵאָה                                |
| 200             | ר                 | (matajim) מָאתַיִם                          | (matajim) מָאתַיִם                          |
| 300             | ש                 | (šloš meot) שְׁלוֹשׁ מֵאוֹת                    | (šloš meot) שְׁלוֹשׁ מֵאוֹת                    |
| 400             | ת                 | (arba 'meot) אַרְבַּע מֵאוֹת                   | (arba 'meot) אַרְבַּע מֵאוֹת                   |
| 500             | ך                 | (chameš meot) חֲמֵשׁ מֵאוֹת                   | (chameš meot) חֲמֵשׁ מֵאוֹת                   |
| 600             | ם                 | (šeš meot) שֵׁשׁ מֵאוֹת                       | (šeš meot) שֵׁשׁ מֵאוֹת                       |
| 700             | ן                 | (šva' meot) שְׁבַע מֵאוֹת                     | (šva' meot) שְׁבַע מֵאוֹת                     |
| 800             | ף                 | (šmone meot) שְׁמוֹנֶה מֵאוֹת                  | (šmone meot) שְׁמוֹנֶה מֵאוֹת                  |
| 900             | ץ                 | (tša' meot) תְּשַׁע מֵאוֹת                     | (tša' meot) תְּשַׁע מֵאוֹת                     |
| 1000            | א׳                | (elef) אֶלֶף                               | (elef) אֶלֶף                               |
| 2000            | ב׳                | (alpajim) אַלְפַּיִם                          | (alpajim) אַלְפַּיִם                          |
| 5000            | ה׳                | (chamešet alafim) חֲמֶשֶׁת אֲלָפִים             | (chamešet alafim) חֲמֶשֶׁת אֲלָפִים             |
| 10 000          | א׳י               | ('aseret alafim) עֲשֶׂרֶת אֲלָפִים              | ('aseret alafim) עֲשֶׂרֶת אֲלָפִים              |
| 100 000         | א׳ק               | (mea elef) מֵאָה אֶלֶף                       | (mea elef) מֵאָה אֶלֶף                       |
| 1 000 000       | א׳א׳              | (miliyon) מליון                          | (miliyon) מליון                          |

Poznámka: Pro čísla větší než 19 se rod neuplatňuje.

### Mluvení a psaní
Základní a řadové číslovky musí se shodovat v rodě (mužský nebo ženský; smíšené skupiny jsou považovány za mužské) s podstatným jménem, které popisují. Není-li takové podstatné jméno (například telefonní číslo nebo číslo domu v uliční adrese), používá se ženský rod. Řadové číslovky musí také souhlasit s počtem a jednoznačným postavením jako ostatní přídavná jména. Základní číslice předcházejí podstatné jméno (např. šloša jeladim), s výjimkou číslice jedna, která ho následuje (např. jeled echad). Číslo dvě je zvláštní - číslice šnajim (m.) a štajim (ž.) se mění na šnej (m.) a štej (ž.), když jsou následované podstatným jménem, které počítají. Pro řadové číslice (čísla určující pozici) větší než deset se používají číslice základní.

## Výpočty
Hebrejský numerický systém funguje na aditivním (sčítacím) principu, ve kterém jsou přidány číselné hodnoty písmen, aby dohromady vytvořily celek (celé číslo). Například 177 je reprezentováno jako קעז, které (zprava doleva) odpovídá 100 + 70 + 7 = 177.
Matematicky tento typ systému vyžaduje 27 znaků (1–9, 10–90, 100–900). V praxi se poslední písmeno, tav, (které má hodnotu 400) používá v kombinaci se sebou samým a/nebo jinými znaky od kof (100) kupředu směřujíc, aby se vytvořila čísla od 500 výše. Alternativně, 22znaková hebrejská číselná sada se někdy rozšiřuje na 27 za použití pěti sofit (koncových) forem hebrejských písmen (viz dále).

### Klíčové výjimky
Podle konvence jsou čísla 15 a 16 reprezentována jako ט״ו ‎(9 + 6) a ט״ז ‎(9 + 7), respektive, aby se vyhnuly použití kombinací dvou písmen י-ה ‎(10 + 5) a י-ו ‎(10 + 6), které jsou alternativou psané formy pro Boží jméno v každodenní psaní.
Kombinace, která by vyhláskovala slova s negativními konotacemi jsou někdy vyloučena přehazováním pořadí písmen. Například 744, které by mělo být napsáné jako תשמ״ד (ve smyslu „vy/to budete/bude zničeni/o“), může místo toho být psáno jak תשד״מ nebo תמש״ד (znamenající "konec démona").

### Využití koncových písmen
Hebrejská číselná soustava se někdy rozšiřuje o pět koncových forem znaků: ך ‎(500), ם ‎(600), ן ‎(700), ף ‎(800), ץ ‎(900), která jsou pak použita k označení čísel od 500 do 900.
Standardní formy pro čísla 500 až 900 jsou ת״ק ‎(500), ת״ר ‎(600), ת״ש ‎(700), ת״ת ‎(800), תת״ק ‎(900).

## Geršajim
Geršajim (״, v Unicode U+05F4) je znak připomínající dvojité uvozovky (někdy je mylně označován jako mercha'ot, tedy hebrejské dvojité uvozovky). Vkládá se před poslední písmeno (tedy vpravo od něj) a označuje, že posloupnost písmen nereprezentuje běžné slovo, ale něco jiného. Může se jednat o číslo, nebo také o akronym nebo cizí slovo. Podobný význam má i gereš (׳, v Unicode U+05F3), který se podobá se jednoduchým uvozovkám či apostrofu. Gereš se připojuje za poslední písmeno (tedy vlevo od něj) a používá se především jednak jako diakritické znaménko, jednak pro označení čísel a zkratek.
Je-li číslo zapsáno dvěma či více znaky, používá se k jeho označení znak geršajim (např. 28 → כ״ח); je-li reprezentováno jediným znakem, použije se gereš (např. 100 → ק׳). Gereš se někdy používá i k oddělení tisíců a nižších řádů (např. 5781 → ה׳תשפ״א).
נפטר ביום כׄ אייר ונקבר ביום כׄגׄ איירשנת תׄרׄצׄהׄ לפׄק‎
 zemřel v den 20. ijaru a pohřben v den 23. ijaru roku 695 bez tisíců [tj. v roce 5695] 

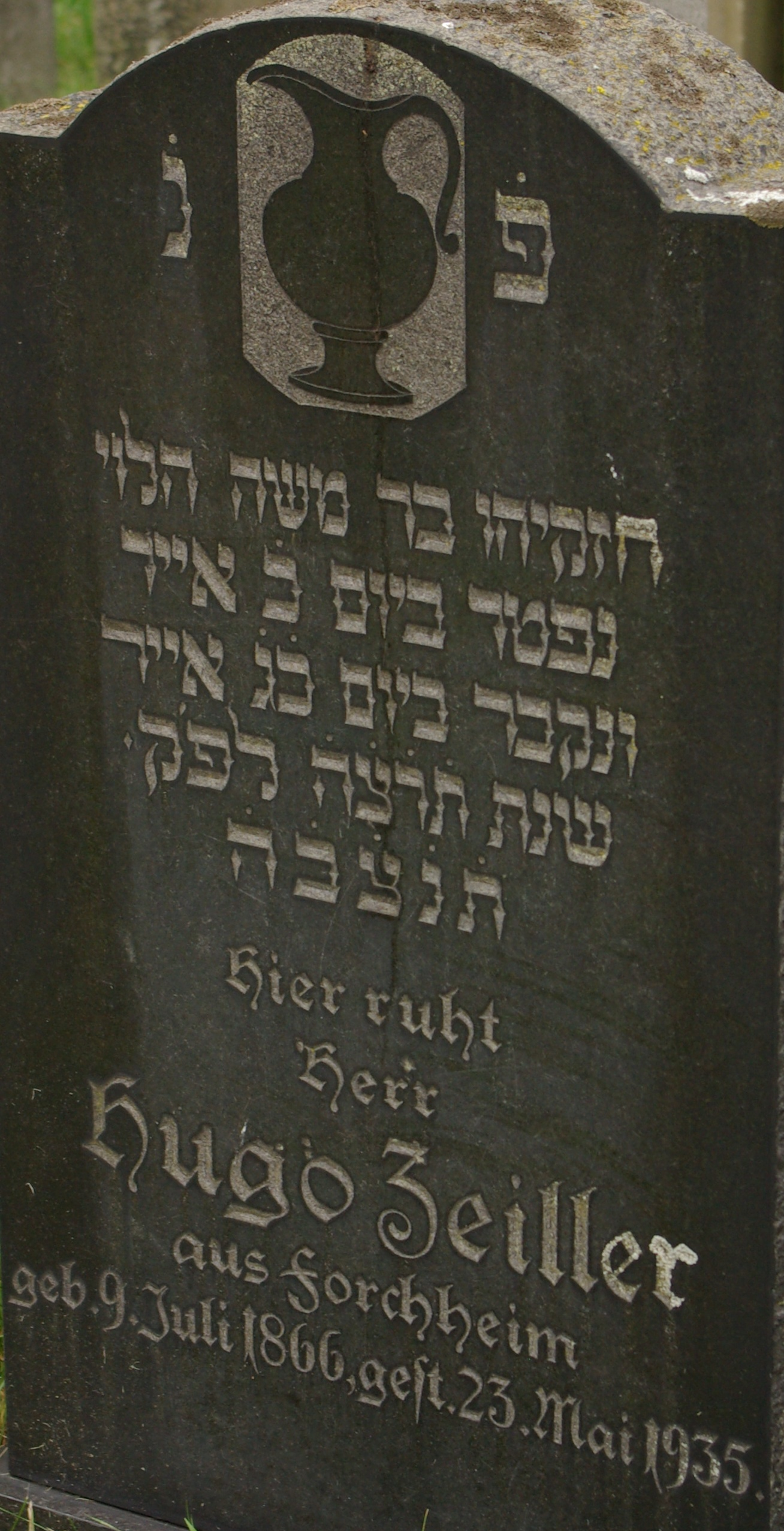
Náhrobní kámen z roku 1935 v Baiersdorfu, v Německu, čtení: נפטר ביום כׄ אייר ונקבר ביום כׄגׄ איירשנת תׄרׄצׄהׄ לפׄק česky: zemřel v den 20. ijaru a pohřben v den 23. ijaru roku 695 bez tisíců [tj. v roce 5695] (Příslušné číslice jsou označeny tečkami nahoře.)

Alternativní způsob se používal ve starých rukopisech a stále se používá na novodobých náhrobcích, kdy se dává tečka nad každý znak číslice.

## Desítkový systém
V tisku se pro většinu účelů v moderní hebrejštině používají arabské číslice. Hebrejské číslice se dnes používají hlavně pro zápis dnů a roků hebrejského kalendáře; s odkazem na tradiční židovské texty (zejména na biblické kapitoly a verše a na talmudská folia); jako odrážky nebo číslované seznamy (podobně jako A, B, C, atd. v češtině); a v numerologii (gematrie).

## Tisíce a formáty data
Tisíce se počítají odděleně a počet tisíců předchází zbytku čísla (vpravo , protože hebrejština se čte zprava doleva). Neexistují žádné zvláštní značky znamenající, že "počet" začíná nad tisíci, což může teoreticky vést k nejednoznačnosti, i když se někdy používá znak jednoduché uvozovky po znacích. Při uvádění roku hebrejského kalendáře v současném tisíciletí pisatelé obvykle vynechávají tisíce (kterých je v současnosti pět, ה‎). Např. současné izraelské mince však tisíce v letopočtu uvádějí.

### Příklady data
- „Pondělí, 15. adar 5764“ (kde 5764 = 5 (× 1000) + 400 + 300 + 60 + 4; a 15 = 9 + 6)
Plný zápis (s tisíci): "pondělí, 15. Adar, 5764":
יום שני ט״ו באדר ה׳תשס״ד
Běžné používání (s vynecháním tisíců): "pondělí, 15. adar, (5)764":
יום שני ט״ו באדר תשס״ד
- „Čtvrtek, 3. nisan 5767“ (kde 5767 = 5 (× 1000) + 400 + 300 + 60 + 7)
Plný zápis (s tisíci): "čtvrtek třetí Nisan, 5767":
יום חמישי ג׳ בניסן ה׳תשס״ז
Běžné používání (s vynecháním tisíců): "čtvrtek, třetí Nisan, (5)767":
יום חמישי ג׳ בניסן תשס״ז

### Poslední roky
- 5760 (1999–2000) = תש״ס
- 5761 (2000–01) = תשס״א
- 5769 (2008–09) = תשס״ט
- 5770 (2009–10) = תש״ע
- 5771 (2010–11) = תשע״א
- 5772 (2011–12) = תשע״ב
- 5778 (2017-18) = תשע״ח
- 5779 (2018-19) = תשע״ט
- 5780 (2019–20) = תש״ף či תש״פ
- 5781 (2020–21) = תשפ״א

## Podobné systémy
Abdžadské číslice jsou až do čísla 400 podobné s hebrejskými číslicemi. Řecká čísla se liší od těch hebrejských od čísla 90 a vyšších, protože v řecké abecedě neexistuje ekvivalent pro cade (צ).